# Neversoft
Neversoft war eine im Juni 1994 von Joel Jewett, Mick West und Chris Ward gegründete US-amerikanische Spieleentwicklungsfirma. Sie wurde durch die Tony-Hawk’s-Videospielreihe bekannt, deren Teile von Activision veröffentlicht wurden. 1999 wurde das Unternehmen von Activision aufgekauft.
Seit dem Jahr 2007 entwickelten sie mehrere Teile der erfolgreichen Musik-Spielereihe Guitar Hero. Allein der Umsatz des dritten Teiles der Reihe, Guitar Hero III: Legends of Rock, beläuft sich auf über eine Milliarde US-Dollar. Im Januar 2009 wurde bekanntgegeben, dass Neversoft die Entwicklung weiterer Teile der Tony-Hawk's-Reihe abgeben und sich ganz auf die Guitar-Hero-Reihe konzentrieren wird.
Aufgrund der schlechten Verkaufsergebnisse von Guitar Hero wurde im Februar 2010 von Activision bekannt gegeben, dass Neversoft Mitarbeiter entlassen muss.
Neversoft entwickelt ihre Spiele für PC, Playstation, GameCube, Xbox, Wii, Xbox 360, PlayStation 3, Game Boy Advance, Nintendo DS und PlayStation Portable.
2014 wurde bekannt, dass Neversoft und Infinity Ward zusammengelegt werden, und dadurch Neversoft nicht mehr als Spieleentwicklungsfirma existieren wird. Zuvor arbeitete man an Call of Duty: Future Warfare, das eingestellt wurde.

## Spiele
- 1996: Skeleton Warriors
- 1998: MDK (Portierung auf PlayStation)
- 1998: Apocalypse
- 1999: Tony Hawk’s Skateboarding (außerhalb Europas Tony Hawk’s Pro Skater)
- 2000: Tony Hawk’s Pro Skater 2
- 2000: Spider-Man
- 2001: Tony Hawk’s Pro Skater 3
- 2002: Tony Hawk’s Pro Skater 4
- 2003: Tony Hawk’s Underground
- 2004: Tony Hawk’s Underground 2
- 2005: Gun
- 2005: Tony Hawk’s American Wasteland
- 2006: Tony Hawk’s Project 8
- 2007: Tony Hawk’s Proving Ground
- 2007: Guitar Hero III: Legends of Rock
- 2008: Guitar Hero: Aerosmith
- 2008: Guitar Hero: World Tour
- 2009: Guitar Hero: Metallica
- 2009: Guitar Hero 5
- 2009: Band Hero
- 2010: Guitar Hero 6: Warriors of Rock
- 2013: Call of Duty: Ghosts